# Andrej Kaufmann
Andrej Kaufmann (* 7. Juli 1975 als Andrei Singelejew, in Ust-Kamenogorsk, Kasachische SSR, Sowjetunion) ist ein ehemaliger deutsch-kasachischer Eishockeyspieler, der zuletzt bei der Amateurmannschaft des SC Bietigheim-Bissingen in der Eishockey-Regionalliga spielte.

## Karriere
Andrej Kaufmann spielt seit 1998 bei deutschen Vereinen, zunächst bei den Black Dragons Erfurt in der 1. Liga Nord und beim EV Füssen in der Regionalliga Süd. Mit dem EV Füssen gelang der Aufstieg in die Oberliga, die er aber 2001 in Richtung Landshut verließ. Nach einem Jahr beim Heilbronner EC schloss er sich zur Saison 2003/04 den Grizzly Adams Wolfsburg, mit denen er in die Deutsche Eishockey Liga aufstieg.
Im Sommer 2005 wechselte er zusammen mit David Musial und Marek Mastič zurück in die 2. Bundesliga zu den Dresdner Eislöwen und avancierte dort zu einem der wichtigsten Angriffsspieler. In der Saison 2006/2007 schaffte er mit dem EHC Wolfsburg erneut den Aufstieg in die Deutsche Eishockey Liga. In der Saison 2007/08 ging er für die Ravensburger Tower Stars aufs Eis, die er aber schon nach einer Saison wieder verließ und einen Vertrag bei den Bietigheim Steelers unterschrieb. Mit den Steelers gewann er die Meisterschaft der 2. Bundesliga, bekam aber keine Vertragsverlängerung. Nachdem er zunächst vereinslos geblieben war, wurde er im November 2009 von den SERC Wild Wings mit einem Probevertrag ausgestattet. Dieser wurde Anfang Dezember des gleichen Jahres bis zum Saisonende verlängert.
Im September 2010 kehrte Kaufmann zu den Steelers zurück.

## Privat
Andrej Kaufmann ist Teil einer sportlichen Familie. Seine Ehefrau Anna war professionell im Skiabfahrtslauf aktiv, seine Töchter Alexandra und Annett spielen Tischtennis, derzeit (2021) in der Bundesliga.

## Erfolge und Auszeichnungen
- 2006 Teilnahme am ESBG-Allstar-Game
- 2009 Meister der 2. Bundesliga mit den Bietigheim Steelers